# CSSHQ (космический корабль)
«CSSHQ» (аббревиатура от записи пиньинем для кит. упр. 可重复使用试验航天器, пиньинь kě chóngfù shǐyòng shìyàn hángtiān qì, палл. кэ чунфу шиюн шиянь хантянь ци, буквально: «допускающий повторное использование экспериментальный космический аппарат»)  — первый китайский многоразовый космический корабль, запущенный 4 сентября 2020 года со стартового комплекса LC43/91 с космодрома Цзюцюань.
Основная задача полёта — испытание технологии многократного использования.
CSSHQ создан в рамках китайской правительственной программы по разработке одноступенчатых систем выхода на земную орбиту. Аппарат сможет доставлять на нее грузы и людей. Согласно неподтверждённым данным данный аппарат является частью проекта космического самолета Шэньлун (Shenlong).
Ранее сообщалось, что следующий запуск ракеты-носителя Чанчжэн-2F будет первой крупной научно-исследовательской и экспериментальной миссией, которая помимо полета с экипажем, после полета в Шэньчжоу-11, что станет основой для успешной реализации последующих проектов пилотируемых космических полетов.